# James Francis McCarthy
James Francis McCarthy (* 9. Juli 1942 in Mount Kisco) ist emeritierter Weihbischof in New York. 

## Leben
James Francis McCarthy empfing am 15. Juni 1957 die Priesterweihe für das Erzbistum New York.
Papst Johannes Paul II. ernannte ihn am 11. Mai 1999 zum Titularbischof von Verrona und Weihbischof in New York. Die Bischofsweihe spendete ihm der Erzbischof von New York, John Joseph Kardinal O’Connor, am 29. Juni desselben Jahres; Mitkonsekratoren waren William Wakefield Kardinal Baum, Kardinalgroßpönitentiar, und Edwin Frederick O’Brien, Erzbischof des US-Militärordinariates.
Von seinem Amt trat er am 15. Juni 2002 zurück.